# 1031
Il 1031 (MXXXI in numeri romani) è un anno  dell'XI secolo.

## Eventi
- Cade il Califfato di Cordova. Da esso nascono una serie di piccoli regni musulmani denominati Taifas.
- (0 1032) Atto di dotazione dell'abbazia «in pago Albanense in villa quae vocatur Talueriis (Talloires)», sottoscritto dal conte Uberto di Moriana d'ordine della regina Ermengarda, moglie di Rodolfo III di Borgogna. Tra i testi Vulardi, tradizionalmente il fondatore del ramo italiano e francese dei Vialardi.

## Nati
- 26 marzo - Malcolm III di Scozia, re scozzese († 1093)
- Shen Kuo, geologo, astronomo e ambasciatore cinese († 1095)
- Spytihněv II di Boemia, sovrano boemo († 1061)
- Abenamar, poeta arabo († 1086)

## Morti
- 1º gennaio - Guglielmo da Volpiano, abate, santo e architetto italiano (n. 962)
- 5 gennaio - Gunnora di Normandia, nobile normanna
- 22 gennaio - Domenico di Sora, abate italiano (n. 951)
- 6 aprile - Aribo di Magonza, arcivescovo cattolico tedesco
- 11 aprile - Liudolfo di Zutphen, nobile tedesco
- 20 luglio - Roberto II di Francia, sovrano (n. 972)
- 2 settembre - Emerico d'Ungheria, principe e santo ungherese
- 29 novembre - Al-Qadir, califfo (n. 947)
- Guglielmo I di Bellême, nobile normanno
- Snorri Þorgrímsson, sacerdote islandese (n. 963)

## Calendario
| Calendario 1031 | Calendario 1031 | Calendario 1031 | Calendario 1031 | Calendario 1031 | Calendario 1031 | Calendario 1031 | Calendario 1031 | Calendario 1031 | Calendario 1031 | Calendario 1031 | Calendario 1031 | Calendario 1031 | Calendario 1031 | Calendario 1031 | Calendario 1031 | Calendario 1031 | Calendario 1031 | Calendario 1031 | Calendario 1031 | Calendario 1031 | Calendario 1031 | Calendario 1031 | Calendario 1031 | Calendario 1031 | Calendario 1031 | Calendario 1031 | Calendario 1031 | Calendario 1031 | Calendario 1031 | Calendario 1031 | Calendario 1031 | Calendario 1031 |
| --------------- | --------------- | --------------- | --------------- | --------------- | --------------- | --------------- | --------------- | --------------- | --------------- | --------------- | --------------- | --------------- | --------------- | --------------- | --------------- | --------------- | --------------- | --------------- | --------------- | --------------- | --------------- | --------------- | --------------- | --------------- | --------------- | --------------- | --------------- | --------------- | --------------- | --------------- | --------------- | --------------- |
|                 | 1               | 2               | 3               | 4               | 5               | 6               | 7               | 8               | 9               | 10              | 11              | 12              | 13              | 14              | 15              | 16              | 17              | 18              | 19              | 20              | 21              | 22              | 23              | 24              | 25              | 26              | 27              | 28              | 29              | 30              | 31              |                 |
| Gennaio         | Ve              | Sa              | Do              | Lu              | Ma              | Me              | Gi              | Ve              | Sa              | Do              | Lu              | Ma              | Me              | Gi              | Ve              | Sa              | Do              | Lu              | Ma              | Me              | Gi              | Ve              | Sa              | Do              | Lu              | Ma              | Me              | Gi              | Ve              | Sa              | Do              |                 |
| Febbraio        | Lu              | Ma              | Me              | Gi              | Ve              | Sa              | Do              | Lu              | Ma              | Me              | Gi              | Ve              | Sa              | Do              | Lu              | Ma              | Me              | Gi              | Ve              | Sa              | Do              | Lu              | Ma              | Me              | Gi              | Ve              | Sa              | Do              |                 |                 |                 |                 |
| Marzo           | Lu              | Ma              | Me              | Gi              | Ve              | Sa              | Do              | Lu              | Ma              | Me              | Gi              | Ve              | Sa              | Do              | Lu              | Ma              | Me              | Gi              | Ve              | Sa              | Do              | Lu              | Ma              | Me              | Gi              | Ve              | Sa              | Do              | Lu              | Ma              | Me              |                 |
| Aprile          | Gi              | Ve              | Sa              | Do              | Lu              | Ma              | Me              | Gi              | Ve              | Sa              | Do              | Lu              | Ma              | Me              | Gi              | Ve              | Sa              | Do              | Lu              | Ma              | Me              | Gi              | Ve              | Sa              | Do              | Lu              | Ma              | Me              | Gi              | Ve              |                 |                 |
| Maggio          | Sa              | Do              | Lu              | Ma              | Me              | Gi              | Ve              | Sa              | Do              | Lu              | Ma              | Me              | Gi              | Ve              | Sa              | Do              | Lu              | Ma              | Me              | Gi              | Ve              | Sa              | Do              | Lu              | Ma              | Me              | Gi              | Ve              | Sa              | Do              | Lu              |                 |
| Giugno          | Ma              | Me              | Gi              | Ve              | Sa              | Do              | Lu              | Ma              | Me              | Gi              | Ve              | Sa              | Do              | Lu              | Ma              | Me              | Gi              | Ve              | Sa              | Do              | Lu              | Ma              | Me              | Gi              | Ve              | Sa              | Do              | Lu              | Ma              | Me              |                 |                 |
| Luglio          | Gi              | Ve              | Sa              | Do              | Lu              | Ma              | Me              | Gi              | Ve              | Sa              | Do              | Lu              | Ma              | Me              | Gi              | Ve              | Sa              | Do              | Lu              | Ma              | Me              | Gi              | Ve              | Sa              | Do              | Lu              | Ma              | Me              | Gi              | Ve              | Sa              |                 |
| Agosto          | Do              | Lu              | Ma              | Me              | Gi              | Ve              | Sa              | Do              | Lu              | Ma              | Me              | Gi              | Ve              | Sa              | Do              | Lu              | Ma              | Me              | Gi              | Ve              | Sa              | Do              | Lu              | Ma              | Me              | Gi              | Ve              | Sa              | Do              | Lu              | Ma              |                 |
| Settembre       | Me              | Gi              | Ve              | Sa              | Do              | Lu              | Ma              | Me              | Gi              | Ve              | Sa              | Do              | Lu              | Ma              | Me              | Gi              | Ve              | Sa              | Do              | Lu              | Ma              | Me              | Gi              | Ve              | Sa              | Do              | Lu              | Ma              | Me              | Gi              |                 |                 |
| Ottobre         | Ve              | Sa              | Do              | Lu              | Ma              | Me              | Gi              | Ve              | Sa              | Do              | Lu              | Ma              | Me              | Gi              | Ve              | Sa              | Do              | Lu              | Ma              | Me              | Gi              | Ve              | Sa              | Do              | Lu              | Ma              | Me              | Gi              | Ve              | Sa              | Do              |                 |
| Novembre        | Lu              | Ma              | Me              | Gi              | Ve              | Sa              | Do              | Lu              | Ma              | Me              | Gi              | Ve              | Sa              | Do              | Lu              | Ma              | Me              | Gi              | Ve              | Sa              | Do              | Lu              | Ma              | Me              | Gi              | Ve              | Sa              | Do              | Lu              | Ma              |                 |                 |
| Dicembre        | Me              | Gi              | Ve              | Sa              | Do              | Lu              | Ma              | Me              | Gi              | Ve              | Sa              | Do              | Lu              | Ma              | Me              | Gi              | Ve              | Sa              | Do              | Lu              | Ma              | Me              | Gi              | Ve              | Sa              | Do              | Lu              | Ma              | Me              | Gi              | Ve              |                 |